# Karneval in Olinda
Der Karneval in Olinda gehört mit dem Karneval in Salvador und dem Karneval in Recife zu den größten und berühmtesten Karnevalsveranstaltungen Brasiliens. Das markanteste Merkmal sind die Bonecos de Olinda, oft über zwei Meter große Puppen aus Pappmaché, welche durch die Straßen getragen werden und den Zug der Karnevalsanhänger ankündigen. Am Straßenkarneval nehmen bis zu einer Million Besucher und über 500 Karnevalsgruppen teil.

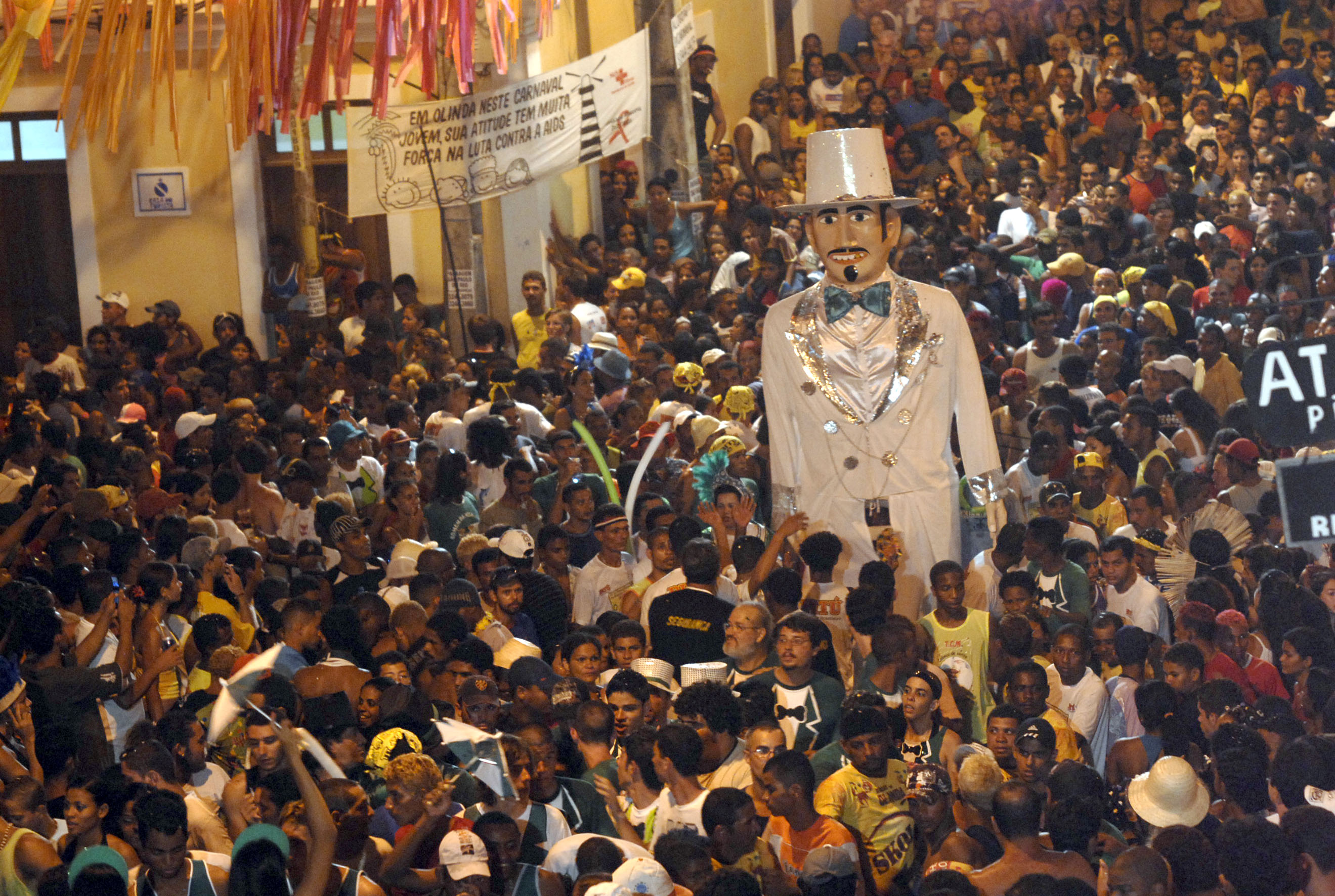
Homem da Meia-Noite

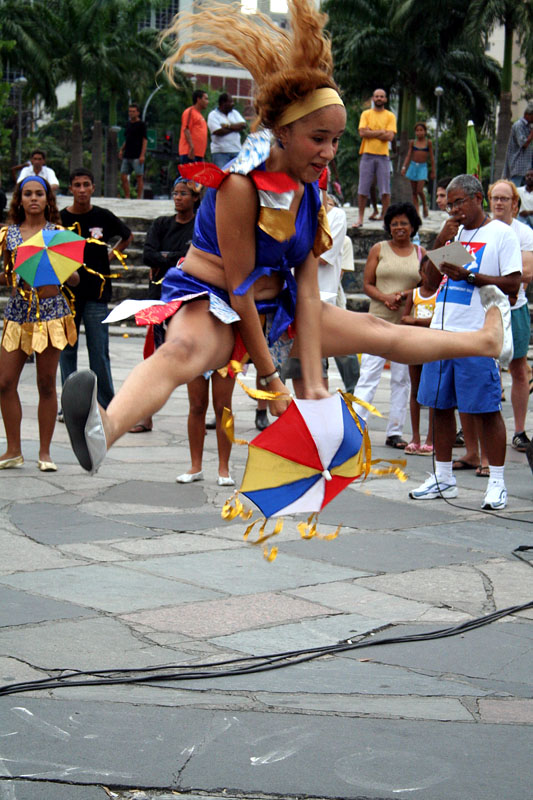
Frevotänzer

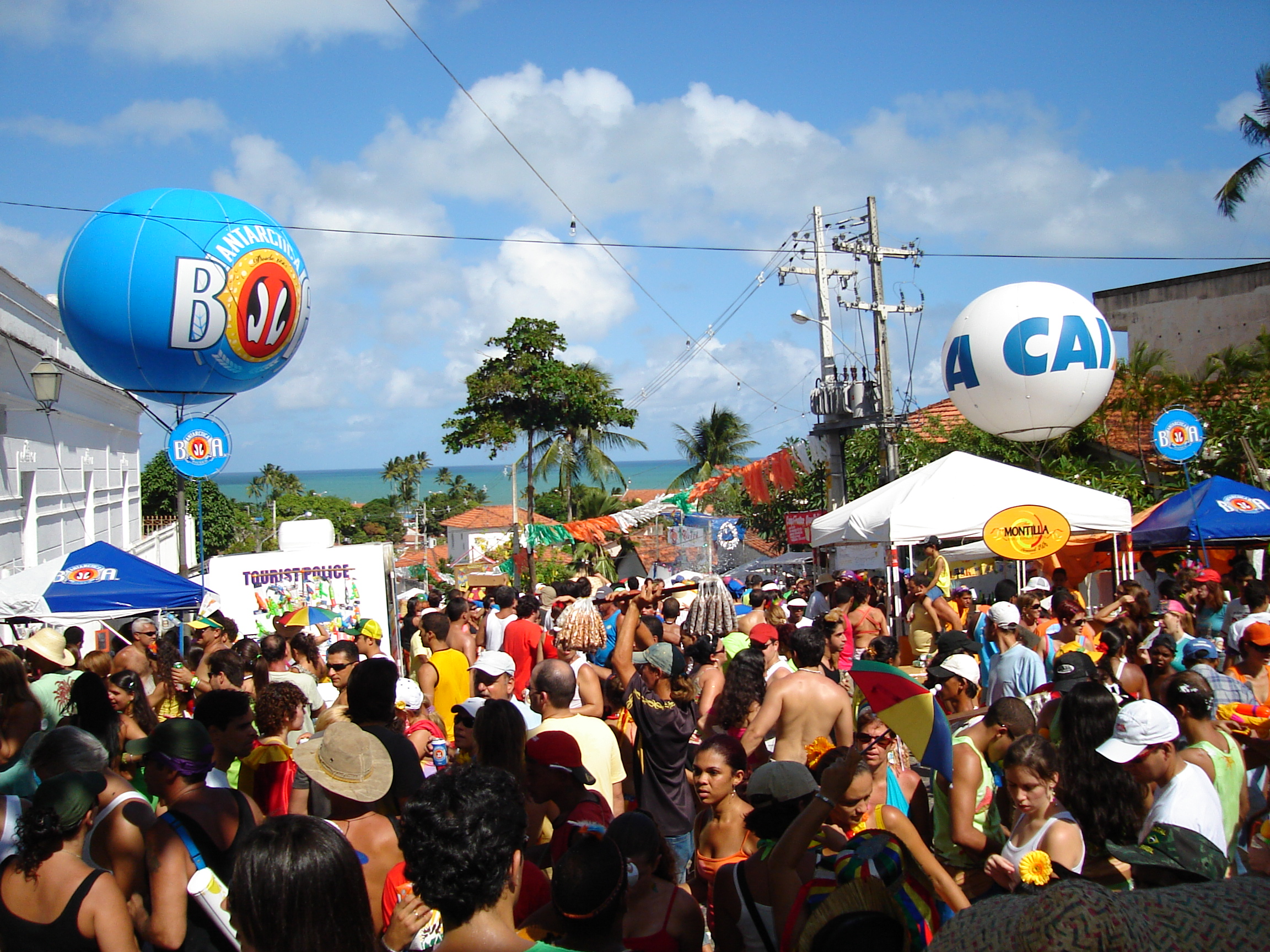
Karneval in Olinda, Straßenszene

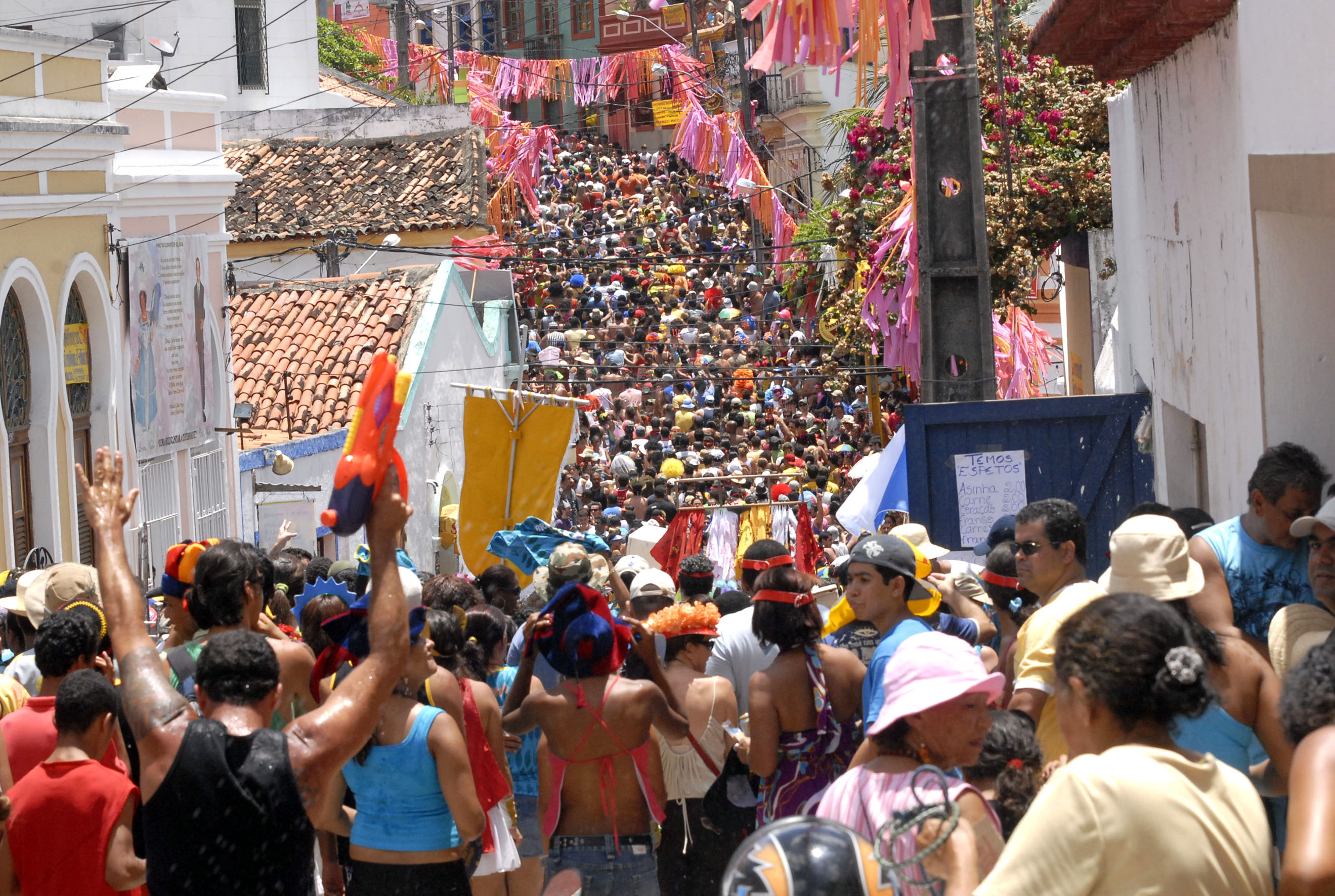
Karneval in Olinda

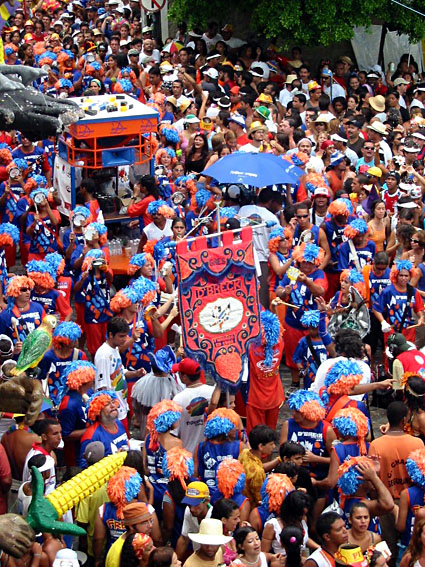
Karneval in Olinda

## Ort
Olinda im brasilianischen Bundesstaat Pernambuco ist nur circa fünf Kilometer von Recife entfernt, die Stadtviertel beider Orte gehen ineinander über. Olinda gehört wegen seiner historischen Bauten zum UNESCO-Weltkulturerbe. Der Karneval in Olinda ist eng mit dem Karneval in Recife verbunden, hat jedoch seine Eigenständigkeit. Die Karnevalsumzüge finden hauptsächlich in der Altstadt statt. 

## Karnevalsvereine
Die Karnevalsvereine und Clubes de Frevo aus Olinda haben ihren Verwaltungssitz in der Nachbarstadt Recife. Die größten Vereine sind Troça Pitombeira dos Quatro Cantos, Clube Elefante de Olinda, Clube Lenhadores, Clube Vassourinhas und der Clube Marim dos Caetés. Olinda ist bekannt für seine Frevotänze, die dort stark zelebriert werden. Sambaschulen haben weniger Tradition in Recife. Die größten sind Samba do Zé, A Oriente, Preto Velho und Marrom e Branco. 

## Frevo
„«O frevo não convida. Arrasta. Sua efervescência rítmica é qualquer coisa de imãtético, contra a qual é difícil resistir!». –  Der Frevo lädt nicht ein. Er reißt mit. Sein kochender Rhythmus ist immateriell, etwas, gegen das es schwer ist zu widerstehen.“

Der Frevo ist der typische Tanz in Recife und Olinda während der Karnevalszeit seit über 100 Jahren. Noch heute entstammt er der Tradition aus den Anfangsjahren des 20. Jahrhunderts. 1901 wurde der erste Karnevalsverein in Olinda gegründet: Misto As Pás, es folgten Troça Carnavalesca As Cigarreiras, Clube Carnavalesco Misto Lenhadores, Clube Carnavalesco Misto Vassourinhas und andere. Ebenso wie in Recife hat der Karneval einen sehr demokratischen und volkstümlichen Charakter. Die Frevozüge folgen einem bestimmten Muster in eine Richtung und dann wieder zurück in die Gegenrichtung. Der Frevo ist eine Verschmelzung aus afrobrasilianischen und europäischen Musikelementen und ist aus militärischen Märschen, Polka, Tango, Quadrilhas, schottischen Tänzen und Maxixe entlehnt. Zum Frevo gehören im Allgemeinen sehr farbenfrohe Kostüme und die charakteristischen bunten kleinen Regenschirme. Außer Frevo werden Maracatu, Samba, Manguebeat und andere Musikstile gespielt.

## Programm Karneval 2011 (Auswahl)
26. Februar 2011 Samstag vor dem Karneval
| Uhrzeit   | Künstler/Karnevalsgruppe    | Ort                       | Stadtviertel     |
| --------- | --------------------------- | ------------------------- | ---------------- |
| 12 Uhr 30 | O Cachorro que Lambeu o Seu | Terminal Jardim Atlântico | Jardim Atlântico |
| 15 Uhr    | TCM A Vaidosa               | Travessa da Saudade       | Guadalupe        |
| 19 Uhr    | Bloco Grande Guerreiro      | Rua Prudente de Morais    | Carmo            |
| 20 Uhr    | Bloco Rolenti               | R. de São Bento           | Varadouro        |

27. Februar 2011 Sonntag vor dem Karneval 
| Uhrzeit | Künstler/Karnevalsgruppe        | Ort               | Stadtviertel   |
| ------- | ------------------------------- | ----------------- | -------------- |
| 9 Uhr   | Bloco As Virgens do Bairro Novo | Praça 12 de Março | Bairro Novo    |
| 10 Uhr  | Arrastão Cultural da UNACOMO    | R. do Cordeiro    | Jardim Fragoso |
| 16 Uhr  | Ceroula de Olinda               | Praça do Carmo    | Carmo          |
| 16 Uhr  | Bloco da Diversidade            | Rua 13 de Maio    | Varadouro      |

28. Februar 2011 Montag vor dem Karneval 
Es treten verschiedene Maracatugruppen wie Maracatu Nação Leão Coroado, Maracatudo Nação Camaleão, Maracatu Nação Badia, Maracatu Nação Axé da Lua, Maracatu Nação de Luanda, Maracatu Nação Maracambuco, Maracatu Nação Pernambuco, Maracatu Nação Estrela de Olinda, Maracatu Nação Estrela Brilhante de Igarassu und Maracatu Nação Porto Rico auf.
1. März 2011 Dienstag vor dem Karneval 
| Uhrzeit | Künstler/Karnevalsgruppe           | Ort               | Stadtviertel |
| ------- | ---------------------------------- | ----------------- | ------------ |
| 15 Uhr  | TCM USF – COHAB Peixinhos na Folia | Av. Nacional      | Peixinhos    |
| 19 Uhr  | Bloco Lírico Eu Quero Mais         | R. 15 de Novembro | Varadouro    |

2. März 2011 Mittwoch vor dem Karneval 
| Uhrzeit   | Künstler/Karnevalsgruppe          | Ort                       | Stadtviertel |
| --------- | --------------------------------- | ------------------------- | ------------ |
| 9 Uhr     | CAPS Nise da Silveira             | Praça do Carmo            | Carmo        |
| 14 Uhr    | Duarte Coelho em Folia            | R. do Bonfim              | Carmo        |
| 14 Uhr 30 | Bloco da Paz                      | Praça do Carmo            | Carmo        |
| 15 Uhr    | TCM Amigos da Barreira do Rosário | Av. Mário Melo            | Bonsucesso   |
| 19 Uhr    | O Babão                           | Clube Atlântico de Olinda | Carmo        |

3. März 2011 Donnerstag vor dem Karneval 
| Uhrzeit   | Künstler/Karnevalsgruppe                 | Ort                      | Stadtviertel |
| --------- | ---------------------------------------- | ------------------------ | ------------ |
| 6 Uhr 30  | Grupo da Bell                            | Av. Marcos Freire        | Bairro Novo  |
| 7 Uhr 30  | Bloco Educandário Maria Gorete           | R. Israel Vieira         | Bonsucesso   |
| 8 Uhr     | Lavagem Simbólica das Ladeiras de Olinda | Mercado da Ribeira       | Varadouro    |
| 9 Uhr     | Folia Sem Idade                          | Praça Laura Nigro        | Varadouro    |
| 15 Uhr    | Associção Amo na Folia                   | R. Ana Rita              | Rio Doce     |
| 18 Uhr    | TCM Infantil Pirulito em Folia           | Largo do Guadalupe       | Guadalupe    |
| 19 Uhr    | Ou vai ou racha                          | R. do Guadalupe          | Guadalupe    |
| 19 Uhr 30 | Garoto da Noite                          | R. do Guadalupe          | Guadalupe    |
| 20 Uhr    | O Urso do Teu Vizinho                    | R. da Flauta             | Bultrins     |
| 20 Uhr    | Tá Saindo Bem?                           | Praça do Carmo           | Carmo        |
| 20 Uhr    | O Caceteiro em Folia                     | R. Cândido Luiza         | Guadalupe    |
| 20 Uhr    | Sarados não Entra                        | Mercado Eufrásio Barbosa | Varadouro    |
| 20 Uhr    | TCM Papangu Mirim                        | R. Tenente Padilha       | Caixa D´Água |
| 21 Uhr    | TCM Acorrentados                         | Largo do Amparo          | Amparo       |

4. März 2011 Freitag vor dem Karneval 
| Uhrzeit | Künstler                             | Ort                      | Stadtviertel |
| ------- | ------------------------------------ | ------------------------ | ------------ |
| 7 Uhr   | Saber em Folia                       | R. 29                    | Rio Doce     |
| 8 Uhr   | Turma da Nicinha em Folia            | Av. Marcos Freire        | Casa Caiada  |
| 10 Uhr  | O Futuro Também se Constrói Bincando | Estrada do Bonsucesso    | Bonsucesso   |
| 12 Uhr  | Os Dominados de Olinda               | Praça do Bonsucesso      | Bonsucesso   |
| 14 Uhr  | TCM Urso do Pau Amarelo              | R. Orlando da Silva      | Guadalupe    |
| 14 Uhr  | Bloco Inclusivo De Todo Jeito        | Mercado Eufrásio Barbosa | Varadouro    |
| 16 Uhr  | O Fazendão                           | Av. Santos Dumont        | Varadouro    |
| 17 Uhr  | Dengosos em Folia                    | Largo do Guadalupe       | Guadalupe    |
| 18 Uhr  | Afoxé Povo dos Ventos                | Igreja de São Pedro      | Carmo        |
| 20 Uhr  | O Romântico de Rio Doce              | Umuarama                 | Umuarama     |

Die Intensität der Veranstaltungen steigert sich mit dem vorläufigen Höhepunkt am 5. März 2011, dem Samstag vor dem Karneval, oder auch Sábado de Zé Pereira. Auch am 6. März 2011, dem Karnevals-Sonntag wird eine Vielzahl von Frevogruppen gezeigt. Der 7. März 2011 ist Rosenmontag (Segunda-Feira de Carnaval). Am Rosenmontag werden verschiedene Maracatuzüge aus dem gesamten Bundesstaat Pernambuco aufgeführt, darunter Estrela de Ouro de Aliança, Cambidinha de Araçoaiaba, Leão Coroado de Araçoaiaba, Águia de Ouro de Araçoiaba, Leão de Ouro de Canaã, Leão Faceiro de Araçoiaba, Pinguim de Araçoiaba, Leão das Cordilheiras de Araçoaiba, Cambinda Dourada de Camaragibe, Leão Dourado de Camragibe, Estrela Brilhante de Carpina, Leão Brilhante de Carpina, Leão da Serra de Carpina, Leão Devorador da Floresta, Cambidinha Dourada de Carpina, Leão Vencedor de Carpina, Carneiro Manso de Glória de Goitá, Leão Coroadinho de Lagoa de Itaenga, Águia Misteriosa de Nazaré da Mata und viele andere mehr. Auch am 8. März 2011 Karnevals-Dienstag (Terça-Feira Gorda) finden weitere Großveranstaltungen statt. Am 9. März 2011 Aschermittwoch (Quarta-Feira de Cinzas) enden die Karnevalsaktivitäten am Abend.
Auch am Samstag nach dem Karneval gibt es erneute Auftritte von Bloco Quero Mais, Amantes das Flores de Camaragibe, Anjos das Graças, Arlequim de Camaragibe, Banhistas do Pina, Batutas de São José, Boêmios da Boa Vista, Com Você No Coração, Compositores e Foliões, Cordas e Retalhos, Flor da Lira de Olinda, Flor da Mata do Paudalho, Flor do Eucalipto de Moreno, Infantil Sonho e Fantasia, Lírio da Lira, Mandarim em Folia, Madeira do Rosarinho, Menestréis do Paulista, Associação Artístico Cultural Plenarte, Pierrot de São José, Rebelde Imperial, Saudade, Seresteiros de Salgadinho, Um Bloco em Poesia – Trupe Lírico Musical und einige andere mehr.